# Hành Tín Tây
Hành Tín Tây là một xã thuộc huyện Nghĩa Hành, tỉnh Quảng Ngãi, Việt Nam.
Xã Hành Tín Tây có diện tích 35,77 km², dân số năm 1999 là 4453 người, mật độ dân số đạt 124 người/km².